# سید عبدالله حسینی
سید عبدالله حسینی (زادهٔ ۱۳۳۷ خورشیدی در دهستان دهتل) نماینده حوزه انتخابیه غرب هرمزگان در مجلس شورای اسلامی در دوره‌های سوم، چهارم، پنجم، ششم و هفتم است.
وی به مدت بیش از ۲۰ سال به عنوان نماینده شهرستان‌های بندر لنگه، گاوبندی و بستک در مجلس شورای اسلامی بوده‌است.
سیدعبدالله حسینی هم‌اکنون عضو شورای مرکزی حزب کارگزاران سازندگی ایران است.

در سال ۱۳۹۴ وی در دهمین دوره انتخابات مجلس شورای اسلامی از حوزه غرب هرمزگان ثبت‌نام کرد که از سوی شورای نگهبان صلاحیت‌اش تأیید نشد.